# مكدامية فرانسية

مكدامية فرانسية (الاسم العلمي:Macadamia francii) هي نوع نباتي يتبع جنس المكدامية من الفصيلة البروطية.